# 何允魁
何允魁（1509年—1593年），字克升，號桂峰，廣東廣州府順德縣人，明朝政治人物。与同乡何珖（成化進士）、何沾（弘治进士）合称“桂圃三直”。

## 生平
嘉靖十年（1531年）辛卯科廣東鄉試第六十二名舉人，嘉靖十四年（1535年）乙未科進士。授行人司行人，十七年八月選浙江道監察御史，巡按南直隶，二十一年巡按山東，七月因弹劾夏言被調外任，貶浦江知縣，後陞汀州府通判，累官貴州僉事。

## 家族
曾祖何榮，曾任壽官；祖父何璋，曾任左長史；父何淘，曾任義官。母鄺氏。